# Isole Rauer
Le isole Rauer (in inglese Rauer Islands) formano un piccolo arcipelago situato tra la lingua del ghiacciaio Sørsdal e la baia di Ranvik al largo della costa di Ingrid Christensen. L'isola Filla è la più grande, è lunga fino a 5,5 km e larga 2,8 km ed è libera dai ghiacci in estate.

## Storia
Le isole furono scoperte e chiamate Rauer da una spedizione norvegese guidata dal capitano Klarius Mikkelsen.

## Origine del nome
Il nome Rauer dato al gruppo di isole probabilmente è per ricordare l'isola che si trova nel fiordo di Oslo di fronte a Tonsberg in Norvegia. Questo nome venne registrato dall'Antarctic Names Committee of Australia (ANCA) e dello SCAR Composite Gazetteer of Antarctica.

## Geografia
Un gruppo di isole rocciose situate tra la lingua del ghiacciaio Sørsdal e la baia di Ranvik al largo della costa di Ingrid Christensen. Scoperte e chiamate Rauer da una spedizione norvegese sotto Mikkelsen nel febbraio 1935.

## Aspetti naturalistici
L'aera è stata oggetto di un'indagine floristica e tassonomica riguardante le specifiche comunità di diatomee nei sedimenti di 66 laghi e stagni di acqua dolce e salata nelle colline Larsemann, nelle isole Rauer e nelle isole Bølingen. Sono stati individuati 31 diversi gruppi tassonomici, 10 dei quali probabilmente endemici del territorio.  Nelle colline Larsemann gli endemismi antartici rappresentano circa il 40% di tutti i taxa di acqua dolce e salmastra. Tra gli uccelli è degna di nota la colonia di pinguini di Adelia presente nell'estremità occidentale dell'isola Filla stimata da Whitehead e Johnstone nel 1990 in 15.097 coppie riproduttive di pinguini. Sulla stessa isola inoltre sono presenti e vi si riproducono un numero considerevole di procellarie fulmarine con circa 4.007 coppie riproduttive.